# Trebula Suffenas
Trebula Suffenas è un sito archeologico sito nel territorio del comune di Ciciliano, a sud-est di Tivoli, nella città metropolitana di Roma Capitale nel Lazio.

## Geografia

### Territorio
Trebula Suffenas era il centro amministrativo di un vasto territorio (ager Trebulanus) che si estendeva nella Valle Empolitana, nella Valle del Giovenzano e nella media Valle dell’Aniene. Sull’antico ager Trebulanus  sorgono oggi almeno 17 centri abitati: Ciciliano, Castel Madama, Pisoniano, San Vito Romano, Capranica Prenestina, Guadagnolo, Gerano, Cerreto Laziale, Canterano, Rocca Canterano, Rocca di Mezzo, Rocca Santo Stefano, Sambuci, Saracinesco, Anticoli Corrado, Marano Equo, Agosta.

### Clima
Trebula Suffenas fu celebrata per la sua felice posizione dal poeta Marziale quale fresco soggiorno estivo da preferire a Tivoli e per la bontà dei suoi formaggi.

## Storia

### Età antica
Trebula era una città dei Suffenates, popolazione appartenente alla stirpe degli Equi.
In loco furono trovati materiali appartenenti all'epoca paleolitica e neolitica (di quest'epoca rimane una piccola ascia levigata).
Successivamente, alcune fonti riportano che la zona, durante l'età del bronzo e l'eneolitico, divenne centro di approvvigionamento idrico, indi nell'età del ferro, era interessata da tratturi che riconducevano a Tibur e Praeneste.
Durante l'epoca romana fu annessa a Roma causa rotte dei romani verso le zone degli Equi divenne, nel I secolo a.C., municipio romano.
La città venne tenuta da 2 meddiss, che, dai romani furono, in seguito, chiamati duumviri.
La zona di assoggettamento di Trebula andava dagli "Arci" di Tivoli fino a Pisoniano e da Monte spina alla zona di Marano Equo.
Secondo alcune fonti non ben accertate asseriscono con riserva di sicurezza che vi era, sempre in epoca romana, una prefettura. Una delle più potenti famiglie di Trebula (i Plauti Silvani che potevano contare numerosi magistrati romani) fece costruire delle terme con tanto di frigidarium absidato contenente il mosaico raffigurante il mito di Elle e Frisso.

### Età medievale
Durante l'alto medioevo i Suffenates dovettero arroccarsi sopra il colle Caecilianum formando così una quindicina di comunità raccolte in fundi. Di seguito gli accertati: 
- Sant'Eleuterio
- Fondo "Miniano"
- Fondo "Capra molente"
- Fondo "Castaniola"
- "Baccareccia" o "Vaccareccia", nome dall'allevamento di bovini
- Fondo "Orilliano"
- Fondo "Asperta" presso Sambuci
- Fondo "Burbano" o "Bovarano", nome derivante dai bovari che vi risiedevano
- Il castello o "Rocca", in quanto constava di una semplice una torre sita presso il Giovenzano
- "Civitas Noae" o "Città Nuova"
- Rocca d'Elci, roccaforte di militari
- "Vigilianum", il nome deriverebbe da alcuni militari che sorvegliavano la zona
- Fondo "Ponticello" con l'annessa chiesa di San Giovanni
- Chiesa di San Valerio
- "Colle Ferrari" il quale consta della chiesa di San Magno

Tutti questi centri esistevano certamente fino all'inizio del XII secolo, epoca in cui Roma non sopportò più le mire espansionistiche di Tivoli e dei suoi abitanti. Pian piano cominciò a distruggere le fonti di ricchezza trovatesi nelle 15 località di cui sopra e ne sterminò poi gli abitanti, nonostante l'opposizione del vescovo tiburtino Guido (ucciso nel 1154 dai romani vista la sua caparbietà nel difendere i centri di Trebula).

In seguito la città non fu mai più ricostruita in favore della nuova edificazione romana di Tivoli.